# Esqui estilo livre nos Jogos Olímpicos de Inverno de 2014 - Halfpipe masculino
A competição do halfpipe masculino do esqui estilo livre nos Jogos Olímpicos de Inverno de 2014 ocorreu no dia 18 de fevereiro no Parque Extreme Rosa Khutor, na Clareira Vermelha em Sóchi.

## Medalhistas
| Ouro   | USA David Wise    |
| Prata  | CAN Mike Riddle   |
| Bronze | FRA Kevin Rolland |

## Programação
Horário local (UTC+4).
| Data            | Horário | Evento       |
| --------------- | ------- | ------------ |
| 18 de fevereiro | 17:45   | Qualificação |
| 18 de fevereiro | 21:30   | Final        |

## Resultados

### Qualificação
| Pos. | Bib | Atleta                     | 1ª descida | 2ª descida | Melhor | Notas |
| ---- | --- | -------------------------- | ---------- | ---------- | ------ | ----- |
| 1    | 1   | CAN Justin Dorey           | 91.60      | 6.40       | 91.60  | Q     |
| 2    | 9   | USA David Wise             | 88.40      | 68.60      | 88.40  | Q     |
| 3    | 21  | FRA Benoit Valentin        | 87.00      | 1.00       | 87.00  | Q     |
| 4    | 4   | FRA Kevin Rolland          | 84.80      | 68.80      | 84.80  | Q     |
| 5    | 35  | NZL Josiah Wells           | 83.00      | 49.40      | 83.00  | Q     |
| 6    | 3   | CAN Mike Riddle            | 82.20      | 75.00      | 82.20  | Q     |
| 7    | 6   | CAN Noah Bowman            | 80.60      | 77.80      | 80.60  | Q     |
| 8    | 12  | NZL Lyndon Sheehan         | 78.20      | 80.00      | 80.00  | Q     |
| 9    | 5   | FIN Antti-Jussi Kemppainen | 79.40      | 60.40      | 79.40  | Q     |
| 10   | 22  | NZL Beau-James Wells       | 76.80      | 66.40      | 76.80  | Q     |
| 11   | 16  | FRA Thomas Krief           | 74.80      | 69.60      | 74.80  | Q     |
| 12   | 2   | USA Aaron Blunck           | 69.40      | 72.00      | 72.00  | Q     |
| 13   | 18  | NOR Jon Anders Lindstad    | 30.80      | 69.00      | 69.00  |       |
| 14   | 8   | SUI Yannic Lerjen          | 67.60      | 29.60      | 67.60  |       |
| 15   | 10  | CAN Matt Margetts          | 66.80      | 17.80      | 66.80  |       |
| 16   | 23  | SUI Nils Lauper            | 65.00      | 58.00      | 65.00  |       |
| 17   | 27  | GBR Murray Buchan          | 58.40      | 62.40      | 62.40  |       |
| 18   | 31  | SUI Joel Gisler            | 60.80      | 2.60       | 60.80  |       |
| 19   | 24  | AUT Marco Ladner           | 56.60      | 58.60      | 58.60  |       |
| 20   | 28  | AUT Andreas Gohl           | 54.80      | 22.80      | 54.80  |       |
| 21   | 20  | FRA Xavier Bertoni         | 53.40      | 51.60      | 53.40  |       |
| 22   | 13  | JPN Kentaro Tsuda          | 53.00      | 23.40      | 53.00  |       |
| 23   | 29  | GBR James Machon           | 37.40      | 52.20      | 52.20  |       |
| 24   | 32  | RUS Pavel Nabokikh         | 13.40      | 50.40      | 50.40  |       |
| 25   | 30  | KOR Kim Kwang-Jin          | 45.40      | 34.40      | 45.40  |       |
| 26   | 34  | USA Torin Yater-Wallace    | 7.00       | 39.00      | 39.00  |       |
| 27   | 26  | IVB Peter Crook            | 24.20      | 25.20      | 25.20  |       |
| 28   | 19  | USA Lyman Currier          | 4.20       | 12.60      | 12.60  |       |
|      | 33  | NZL Byron Wells            | DNS        |            |        |       |

### Final
| Pos.              | Bib | Atleta                     | 1ª descida | 2ª descida | Melhor |
| ----------------- | --- | -------------------------- | ---------- | ---------- | ------ |
| Medalha de ouro   | 9   | USA David Wise             | 92.00      | 3.40       | 92.00  |
| Medalha de prata  | 3   | CAN Mike Riddle            | 71.40      | 90.60      | 90.60  |
| Medalha de bronze | 4   | FRA Kevin Rolland          | 88.60      | 29.80      | 88.60  |
| 4                 | 35  | NZL Josiah Wells           | 85.60      | 78.40      | 85.60  |
| 5                 | 6   | CAN Noah Bowman            | 80.40      | 82.60      | 82.60  |
| 6                 | 22  | NZL Beau-James Wells       | 62.00      | 80.00      | 80.00  |
| 7                 | 2   | USA Aaron Blunck           | 68.60      | 79.40      | 79.40  |
| 8                 | 5   | FIN Antti-Jussi Kemppainen | 74.40      | 78.20      | 78.20  |
| 9                 | 12  | NZL Lyndon Sheehan         | 55.20      | 72.60      | 72.60  |
| 10                | 21  | FRA Benoit Valentin        | 10.00      | 61.00      | 61.00  |
| 11                | 16  | FRA Thomas Krief           | 4.60       | 28.60      | 28.60  |
| 12                | 1   | CAN Justin Dorey           | 20.40      | 14.20      | 20.40  |

Legenda
| Recorde mundial      | Recorde mundial (World record)               |                       | Recorde africano                      | Recorde africano (African) |                                           | Q | Classificado por posição (Qualified) |
| Recorde olímpico     | Recorde olímpico (Olympic record)            | Recorde da América    | Recorde da América (Americas)         | q                          | Classificado por melhor tempo (Qualified) |   |                                      |
| Melhor marca do ano  | Melhor marca do ano (World leading)          | Recorde asiático      | Recorde asiático (Asian)              | DNS                        | Não largou (Did not start)                |   |                                      |
| Recorde nacional     | Recorde nacional (National record)           | Recorde europeu       | Recorde europeu (European)            | DNF                        | Não terminou (Did not finish)             |   |                                      |
| Recorde pessoal      | Recorde pessoal do atleta (Personal best)    | Recorde da Oceania    | Recorde da Oceania (Oceania)          | DSQ / DQ                   | Desclassificado (Disqualified)            |   |                                      |
| Recorde da temporada | Recorde da temporada do atleta (Season best) | Recorde sul-americano | Recorde sul-americano (South America) | NM                         | Sem marca (No mark)                       |   |                                      |